# Jiří Untermüller
Jiří Untermüller (* 1. července 1957 Praha) je český herec, režisér a dramaturg.

## Život
V roce 1978 absolvoval hudebně-dramatické oddělení Pražské konzervatoře. V letech 1978 až 1985 působil v Karlových Varech. Poté působil v Ústí nad Labem, Praze (Divadlo v Řeznické) a v dalších českých divadlech. V letech 2003 až 2014 působil v operetním a muzikálovém souboru Divadla Josefa Kajetána Tyla v Plzni, z toho v letech 2009-2014 byl souběžně i dramaturgem tohoto souboru. Od září 2014 působí v Jihočeském divadle v Českých Budějovicích.
V roce 2019 získal ocenění za rozhlasové herectví.